# Ardon Jashari
Ardon Jashari (Cham, 30 de julio de 2002) es un futbolista suizo que juega en la demarcación de centrocampista para el A. C. Milan de la Serie A.

## Selección nacional
Tras jugar en distintas categorías inferiores de la selección, finalmente hizo su debut con la selección de fútbol de Suiza en un encuentro de la Liga de Naciones de la UEFA 2022-23 contra República Checa que finalizó con un resultado de 2-1 a favor del combinado suizo tras el gol de Patrik Schick para el combinado checo, y de Remo Freuler y Breel Embolo para Suiza.

### Participaciones en Copas del Mundo
| Mundial      | Sede  | Resultado        | Partidos | Goles |
| ------------ | ----- | ---------------- | -------- | ----- |
| Mundial 2022 | Catar | Octavos de final | 1        | 0     |

### Participaciones en Eurocopas
| Copa          | Sede     | Resultado        | Partidos | Goles |
| ------------- | -------- | ---------------- | -------- | ----- |
| Eurocopa 2024 | Alemania | Cuartos de final | 0        | 0     |

## Clubes
| Club          | País    | Año       | Partidos | Goles |
| ------------- | ------- | --------- | -------- | ----- |
| F. C. Lucerna | Suiza   | 2020-2024 | 102      | 9     |
| Club Brujas   | Bélgica | 2024-2025 | 52       | 4     |
| A. C. Milan   | Italia  | 2025-     |          |       |

## Palmarés

### Títulos nacionales
| Título               | Club        | País    | Año  |
| -------------------- | ----------- | ------- | ---- |
| Copa de Bélgica      | Club Brujas | Bélgica | 2025 |
| Supercopa de Bélgica | Club Brujas | Bélgica | 2025 |